# Patric
Patric és un cantautor occità originari de Montpeller. Considerat un trobador modern, és un dels principals exponents de la Nòva Cançon (com Joan-Pau Verdier, Rosina de Pèira, Maria Roanet, Claudi Martí i altres). El 1971 va versionar a l'occità L'estaca de Lluís Llach, però també ha versionat a l'occità poesies de Boris Vian i Georges Brassens. Ha enregistrat més de 18 discs, molts d'ells per a la discogràfica occitana Ventadorn.

## Discografia
- Lo Condamnat, (Ventadorn, 1971)
- Valòia d'Olt, (Ventadorn, 1972)
- Uòi l'Auba, (Ventadorn, 1975)
- Cançonetas, (Ventadorn, 1976)
- Tòni, (Ventadorn, 1977)
- Bestiari, (Ventadorn, 1977)
- En Public - Arenas de Mauguiò, II d'Agost 1978, (Ventadorn, 1979)
- Castellorizo, (Aura, 1993)
- Made in Occitània, (Aura, 2004)
- Patric en concèrt, (Aura, 2005) - existeix també en DVD
- Oc-Sessions, (Aura, 2007)
- Colors, (Aura, 2010).
- Okcitanio, en esperanto, (Vinilkosmo, 2012)
- Estelum, (Aura, 2017)